# Catalangate
Catalangate és un cas d'espionatge, perpetrat principalment amb el programa espia israelià Pegasus de l'empresa NSO Group, contra el moviment independentista català, inclosos els quatre presidents de la Generalitat de Catalunya des del 2010, dos presidents del Parlament de Catalunya i altres càrrecs electes, fins i tot europarlamentaris, a més d'activistes, advocats i desenvolupadors informàtics i, en alguns casos, els seus familiars. L'informe que Citizen Lab en va publicar el 18 de març del 2022, identificava fins a 65 víctimes, consumades o intentades, xifra força més alta que en qualsevol dels casos que havien estudiat prèviament, superant els d'Al Jazeera (36 víctimes) i el d'El Salvador (35 víctimes). El terme «Catalangate» (que remet al cas Watergate) s'origina en el títol que portava l'informe en qüestió difós àmpliament el mateix dia pel setmanari The New Yorker que publicava en la portada un extens reportatge titulat How democracies spy on their citizens («Com les democràcies espien els seus ciutadans»), signat pel periodista d'investigació Ronan Farrow, del qual el cas català n'ocupava una setena part.

## Esdeveniments
El cas fou investigat i publicat per Citizen Lab, un laboratori interdisciplinari canadenc, amb seu a la Munk School of Global Affairs de la Universitat de Toronto, orientat a la recerca, el desenvolupament, les polítiques estratègiques i el compromís legal d'alt nivell, en la confluència de les tecnologies de la informació i la comunicació, els drets humans i la seguretat global.
El gruix d'aquesta investigació es va iniciar quan l'eurodiputat d'Esquerra Republicana de Catalunya (ERC), Jordi Solé, unes setmanes abans no substituís Oriol Junqueras com a membre del Parlament Europeu el juny del 2020, va sospitar que estava essent víctima d'espionatge a través del telèfon mòbil i va contactar amb l'investigador de seguretat Elies Campo, col·laborador de Citizen Lab.
Prèviament, el 2019, Citizen Lab va estar treballant en un cas d'infeccions produïdes amb Pegasus aprofitant un error de seguretat de WhatsApp que va permetre, entre l'abril i el maig del 2019, intentar introduir el programa espia en, almenys, 1.400 terminals. Entre les persones que van ser alertades del problema hi havia el President del Parlament, Roger Torrent, que va ser el primer a aparèixer als mitjans quan El País i The Guardian van publicar, el juliol del 2020, llurs indagacions sobre l'afer. En el mateix procés van veure's-hi implicats els polítics Ernest Maragall, Anna Gabriel —que residia a Suïssa—, l'activista membre de l'Assemblea Nacional Catalana (ANC) Jordi Domingo, i Sergi Miquel Rodríguez, membre de l'equip de Carles Puigdemont.
La col·laboració entre les possibles víctimes i Citizen Lab ajudà a identificar almenys 65 persones atacades o infectades amb el programari espia, 63 de les quals amb Pegasus i 4 amb Candiru, si bé dues víctimes van rebre atacs d'ambdós. La xifra real podria ser superior ja que les eines de Citizen Lab estan més desenvolupades per a sistemes iOS i a l'Estat espanyol predomina Android (un 80% del total el 2021). Una selecció dels casos va ser analitzats, també, pel Tech Lab d'Amnistia Internacional i els resultats van validar de manera independent la metodologia forense utilitzada. Pràcticament tots els incidents corresponen al període entre 2017 i 2020, si bé Jordi Sánchez va patir un intent d'infecció mitjançant un SMS el 2015. En alguns casos i com passa sovint, l'atac es va produir per persona interposada, infectant, o intentant-ho, el terminal de familiars o gent propera a l'objectiu a espiar.
Una peculiaritat d'aquest cas per a Citizen Lab va ser el fet de descobrir una nova vulnerabilitat de clic zero d'iOS, a la que van denominar HOMAGE, que no s'havia vist anteriorment utilitzada per NSO Group i que era efectiva contra algunes versions anteriors a la 13.2.
En les seves conclusions, Citizen Lab afirma que «mentre en aquest moment no atribuïm l'operació a una entitat específica del govern, les evidències circumstancials mostren una forta vinculació amb el govern espanyol, especialment tenint en compte la naturalesa de les persones atacades, els moments en què es van produir i el fet que Espanya consta com a client de NSO Group».
Segons va publicar el diari El País el 26 d'abril de 2022 citant fonts del servei d'intel·ligència espanyol, el CNI va admetre haver fet servir el programa Pegasus per espiar dirigents independentistes, però subratllà que ho va fer sempre amb autorització judicial i de manera individualitzada. A més, asseguraren que moltes de les persones de la seixantena que figuraven a la llista que va destapar la investigació de Citizen Lab, mai no van ser espiades pel centre. El programa Pegasus fou adquirit a mitjans de la dècada anterior per un valor de sis milions d'euros per espiar càrrecs públics independentistes, però no aclariren si s'incloïa els últims quatre presidents de la Generalitat, com assegurava la investigació de Citizen Lab. Les infeccions per espiar, no obstant això, es feren només a telèfons mòbils particulars, no pas els aparells institucionals facilitats a diputats del Congrés de Diputats, i que aquest espionatge es va fer per contactar amb «grups de caràcter violent, com els Comitès de Defensa de la República». A la llista d'espiats hi havia un dels acompanyants de Carles Puigdemont a Alemanya el març del 2018, en el moment de la seva detenció, cosa que permeté al CNI seguir-ne el vehicle. El CNI no va demanar mai permís judicial per espiar independentistes de manera massiva, i segons "un dels jutges del CNI", mai no es van fer sol·licituds per a més de tres o quatre persones alhora. La directora del CNI, Paz Esteban, admeté en la Comissió de Secrets Oficials del Congrés de Diputats, que es van espiar càrrecs i líders independentistes, però només 18 dels 67 noms que apuntava l'informe de Citizen Lab, i a més, mostrà proves que s'havia fet amb l'autorització del Tribunal Suprem.
El gener de 2024 pèrits dels Mossos d'Esquadra davant dels jutjats que investiguen la infiltració van corroborar que els telèfons mòbils de l'eurodiputada Diana Riba; el diputat al Parlament Josep Maria Jové i l'alt càrrec del Govern i exdiputat Sergi Sabrià van ser atacats amb el programa espia Pegasus.

### El Moncloagate?
Al marge de l'espionatge a persones relacionades amb l'independentisme català, algunes d'elles del País Basc, el 2 de maig de 2022, el ministre de la Presidència espanyol, Félix Bolaños, anuncià que els mòbils de Pedro Sánchez i Margarita Robles també havien estat espiats amb Pegasus. Que s'havien detectat dues intervencions al telèfon del president del govern espanyol al maig de l'any 2021 i una al dispositiu de la ministra de Defensa al juny, també del 2021. La Moncloa ho posà en coneixement de l'Audiència Nacional, al jutjat d'instrucció número 4, davant la seguretat que «es va extreure determinat volum de dades», en concret 2,6 gigues d'informació del mòbil de Pedro Sánchez en la primera intrusió i 130 megues en la segona. En el cas de la ministra Robles, es van extreure 9 megues del seu mòbil. El moment en què es va fer públic aquest espionatge, i els fets en curs quan es va materialitzar, van aixecar nombroses suspicàcies. El 5 de maig, s'informà que el mòbil del llavors ministre de l'interior espanyol, Fernando Grande-Marlaska, també havia estat espiat.

## Conseqüències immediates
El mateix 18 d'abril de 2022, va aparèixer l'usuari de Twitter @Catalangate, identificat en la bio del perfil com a «Compte oficial de les víctimes del #Catalangate, el cas de ciberespionatge d'estat més gran mai descobert 📲 Ens estan vigilant: segueix-nos i destapem-ho!», com a l'adaptació corresponent de l'usuari que Òmnium Cultural va iniciar l'any 2012, associat a les seves successives campanyes, en aquest cas «Catalangate. Ens estan vigilant» per denunciar el cas a Europa i emprendre accions contra l'Estat i contra l'empresa NSO.
L'endemà, 19 d'abril, Carles Puigdemont i Oriol Junqueras comparegueren a l'Eurocambra per a denunciar l'espionatge fet a una seixantena de dirigents independentistes, intervenció a la qual s'hi sumaren la Candidatura d'Unitat Popular, l'Assemblea Nacional Catalana i Òmnium Cultural. També hi participà John-Scott Railton, de Citizen Lab, que detallà una «evidència circumstancial»: que agències vinculades a l'estructura de l'Estat espanyol haurien utilitzat Pegasus i Candiru per infiltrar-se en els telèfons mòbils de les víctimes amb finalitats polítiques. El mes de març anterior, l'Eurocambra havia aprovat la creació d'una comissió d'investigació anomenada «Committee to investigate the use of Pegasus surveillance spyware» sobre el suposat ús del programari espia de vigilància Pegasus contra periodistes, polítics, agents de seguretat, diplomàtics, advocats, empresaris, actors de la societat civil i altres ciutadans a, entre altres països, Hongria i Polònia, i si aquest ús havia infringit la legislació de la Unió Europea i els drets fonamentals. La primera reunió va ser, precisament, el mateix dia 19.
El 27 d'abril de 2022, la ministra de defensa Margarita Robles, justificà l'espionatge argumentant, en essència, que a Catalunya s'hi va «vulnerar» la Constitució quan l'any 2017 «algú» va declarar la independència, i que hi va haver dirigents del procés que, presumptament, van tenir vincles amb Rússia. A més, remarcà que en moments claus del plet independentista s'havien produït desordres públics i talls de carretera. Tot i que el mateix govern espanyol també fou espiat, la proposta d'una comissió d'investigació al Congrés dels Diputats seria rebutjada gràcies als vots de PSOE, PP, VOX i Ciutadans, que reenviaren el cas a la Comissió de Secrets Oficials per aclarir l'ocorregut.
El 10 de maig de 2022 Paz Esteban, directora del CNI, fou destituïda per l'espionatge amb Pegasus a destacats sobiranistes catalans i també a membres del govern espanyol. La mateixa Paz Esteban havia comparegut davant la comissió de secrets oficials del Congrés per donar explicacions sobre els espionatges.

## Llista de víctimes
Llevat de quatre persones que van demanar mantenir l'anonimat, aquesta és la llista de víctimes del cas d'espionatge Catalangate:
- Alba Bosch (activista)
- Albano-Dante Fachín (periodista i exdiputat del Parlament per Catalunya Sí que es Pot)
- Albert Batet (president del grup parlamentari de Junts)
- Albert Botran (diputat de la CUP al Congrés)
- Andreu Van den Eynde (advocat de Junqueras, Torrent, Romeva i Maragall)
- Anna Gabriel (exdiputada de la CUP al Parlament)
- Antoni Comín (eurodiputat de Junts)
- Arià Bayé (membre de l'ANC)
- Arnaldo Otegi (secretari general d'EH Bildu)
- Artur Mas (president de la Generalitat 2010-2015)
- Carles Riera (diputat de la CUP al Parlament)
- David Bonvehí (president del PDeCAT)
- David Fernández (exdiputat de la CUP al Parlament)
- David Madí (exsecretari de Comunicació de CDC)
- Diana Riba (eurodiputada d'ERC)
- Dolors Mas (empresària, parella de Joan Matamala)[28]
- Elías Campo (doctor, pare d'Elies Campo Cid)[29]
- Elena Jimenez (advocada i membre d'Òmnium Cultural)
- Elies Campo i Cid (exdirectiu de Telegram i WhatsApp)[29]
- Elisenda Paluzie (presidenta de l'ANC)
- Elsa Artadi (diputada de Junts per Catalunya)
- Ernest Maragall (president del grup d'ERC a l'Ajuntament de Barcelona)
- Ferran Bel (diputat al Congrés pel PDeCAT)
- Gonzalo Boye (advocat de Puigdemont, Torra i Comín)
- Jaume Alonso-Cuevillas (advocat i diputat de Junts)
- Joan Matamala (empresari) (proper a Carles Puigdemont)
- Joan Ramon Casals (exdiputat al Parlament per Junts, exdirector de l'oficina del president Torra)
- Joaquim Jubert (diputat de Junts al Parlament)
- Joaquim Torra (president de la Generalitat 2018-2020)
- Jon Iñarritu (diputat d'EH Bildu al Congrés)
- Jordi Baylina (desenvolupador)[30]
- Jordi Bosch de Borja (exdirectiu d'Òmnium Cultural)
- Jordi Domingo (membre de l'ANC)
- Jordi Sànchez (expresident de l'ANC i secretari general de Junts)
- Jordi Solé (eurodiputat d'ERC)
- Josep Costa (exvicepresident del Parlament)
- Josep Lluís Alay (director de l'Oficina de Carles Puigdemont)
- Josep Maria Ganyet (empresari i professor a la UPF)
- Josep Maria Jové (diputat d'ERC al Parlament i exsecretari general de la vicepresidència d'Economia)
- Josep Rius (vicepresident i portaveu de Junts, diputat al Parlament)
- Laura Borràs (presidenta del Parlament)
- Marc Solsona (exdiputat del PDeCAT al Parlament)
- Marcel Mauri (exvicepresident d'Òmnium Cultural)
- Marcela Topor (periodista i parella de Carles Puigdemont)
- Maria Cinta Cid (consultora sènior Hospital Clínic, professora i doctora, mare d'Elies Campo Cid)[29]
- Marta Pascal (secretària general del Partit Nacionalista de Catalunya)
- Marta Rovira (secretària general d'ERC)
- Meritxell Bonet (periodista i parella de Jordi Cuixart)
- Meritxell Budó (exconsellera de la Presidència)
- Meritxell Serret (diputada d'ERC al Parlament)
- Miriam Nogueras (diputada de Junts al Congrés)
- Oriol Sagrera (secretari general d'Empresa i Treball, ERC)
- Pau Escrich (desenvolupador)
- Pere Aragonès (president de la Generalitat)
- Pol Cruz (assistent parlamentari a l'Eurocambra)
- Roger Torrent (president del Parlament 2018-2020, conseller d'Empresa i Treball)
- Sergi Miquel (diputat del PDeCAT al Congrés, Consell per la República)
- Sergi Sabrià (Director de l'Oficina d'Estrategia i Comunicació del govern, exdiputat d'ERC al Parlament)
- Sònia Urpí (membre de l'ANC)
- Xavier Vendrell (exconseller i exdiputat d'ERC al Parlament)
- Xavier Vives (desenvolupador)